# Luka Grubor
Luka Grubor (født 27. december 1973 i Zagreb) er en kroatisk tidligere roer og olympisk guldvinder, der også repræsenterede Storbritannien.
Grubor repræsenterede i begyndelsen af sin karriere Jugoslavien og Kroatien på eliteplan, men skiftede senere hen til Storbritannien, som han var rejst til for at studere på universitetet. Han holdt i den forbindelse en pause fra roningen på tre år. Derpå kom han med på det britiske landshold og roede i førte omgang firer med styrmand, inden han i 1999 kom med i otteren og samme år var med til at sikre briterne VM-sølv.
Højdepunktet i karrieren kom ved OL 2000 i Sydney, hvor otterens besætning ud over Grubor bestod af Andrew Lindsay, Ben Hunt-Davis, Louis Attrill, Simon Dennis, Kieran West, Fred Scarlett, Steve Trapmore og styrmand Rowley Douglas. I indledende heat blev briterne nummer to i deres heat efter Australien, men de kvalificerede sig til finalen efter sejr i opsamlingsheatet. I finalen lagde briterne sig i spidsen fra løbets begyndelse, og der blev de og sikrede sig guldet (den første britiske guldmedalje i disciplinen siden OL 1912) lidt under et sekund foran australierne, mens bronzen gik til Kroatien.
Grubor fortsatte yderligere et par år med roning, og efter endnu en sæson i otteren skiftede han igen til fireren med styrmand, hvor han i 2002 var med til at vinde VM-guld.
Efter afslutningen af sin karriere er Grubor nu direktør for et firma, der arrangerer sejlferier i Middelhavet.

## OL-medaljer
- 2000:  Guld i otter